# Кадушин, Антон Юрьевич
Антон Юрьевич Кадушин (род. 25 августа 1981, Саратов) — российский тренер по боксу, катмен, личный тренер чемпиона мира по боксу AIBA 2019 года, бронзового призёра Олимпийских игр в Токио 2020 Глеба Бакши. Тренер-преподаватель высшей квалификационной категории.

## Биография
Антон Кадушин родился 25 августа 1981 года в Саратове. В возрасте двух лет переехал с родителями в родной город матери Ташкент, а в 1992 году семья вернулась в Саратов. 

В 1993 году в возрасте 12 лет начал заниматься боксом под руководством Игоря Сергеевича Тарасюка в саратовском СК «Салют». 

В 1999 году выполнил норматив мастера спорта России на Всероссийском турнире на призы олимпийского чемпиона Бориса Кузнецова, где был признан лучшим боксёром в весовой категории до 60 кг.
Неоднократно становился победителем и призёром соревнований по боксу на региональном, российском и международном уровнях. Спортивную карьеру завершил в 2006 году.

### Образование
- Саратовское областное училище олимпийского резерва, 2009—2010 годах (окончил экстерном).
- Институт физической культуры и спорта СГУ имени Н. Г. Чернышевского, 2010—2014 годах. Специальность «Педагог физической культуры и спорта».

### Тренерская карьера
Карьеру тренера начал в 2007 году в СК «Салют».
В 2011 году с одним из своих воспитанников Александром Хотянцевым попал в резервный состав взрослой сборной России по боксу.
Также вместе с Хотянцевым в 2012 году дебютировал во Всемирной Серии Бокса (WSB), где в качестве тренера и катмена провёл пять сезонов.
C 2015 года начал работать с боксёрами-профессионалами.
В 2018 году Антон Кадушин переехал из Саратова в Москву, где продолжил тренировать профессиональных боксёров и членов сборной России по боксу.
Является тренером чемпиона мира по боксу среди мужчин и бронзового призёра Олимпийских игр 2020 года Глеба Бакши, чемпиона России среди профессионалов Сергея Воробьёва, боксёра-профессионала лёгкого веса Александра Девятова, а также, в качестве тренера по боксу работает с известным бойцом смешанных единоборств Абдулкеримом Эдиловым.
В 2020 году был включён в тренерский состав Олимпийской сборной команды России по боксу.

На Играх в Токио российские боксёры были представлены в семи весовых категориях, где под руководством главного тренера Виктора Фархутдинова смогли завоевать пять медалей (1 «золото», 1 «серебро», 3 «бронзы»).
1 июля 2022 года Указом Президента России Владимира Путина "За обеспечение успешной подготовки спортсменов, добившихся высоких спортивных достижений на Играх XXXII Олимпиады 2020 года в городе Токио (Япония)" был награждён Медалью ордена «За заслуги перед Отечеством» II степени
В 2019 году занял пост главы WCA Russia (World Cutman Association)